# Washington Redskins 1943
La stagione 1943 dei Washington Redskins è stata la 12ª della franchigia nella National Football League e la sesta a Washington. Sotto la direzione del capo-allenatore Dutch Bergman la squadra ebbe un record di 6-3-1, terminando prima a pari merito nella NFL Eastern. Fu così necessario uno spareggio contro i New York Giants, malgrado questi avessero vinto entrambe le gare di stagione regolare contro i Redskins. La sfavorita Washington vinse per 28-0 al Polo Grounds a New York e si qualificò così per la finale di campionato dove fu sconfitta dai Chicago Bears per 41-21 nella rivincita della finale dell'anno precedente.

## Calendario
| Stagione regolare |                    |                      |                    |                    |                           |                    |                    |
| Turno             | Data               | Avversario           | Risultato          | Record             | Stadio                    | Pubblico           | Sintesi            |
| 1                 | Settimana di pausa | Settimana di pausa   | Settimana di pausa | Settimana di pausa | Settimana di pausa        | Settimana di pausa | Settimana di pausa |
| 2                 | Settimana di pausa | Settimana di pausa   | Settimana di pausa | Settimana di pausa | Settimana di pausa        | Settimana di pausa | Settimana di pausa |
| 3                 | Settimana di pausa | Settimana di pausa   | Settimana di pausa | Settimana di pausa | Settimana di pausa        | Settimana di pausa | Settimana di pausa |
| 4                 | 10 ottobre         | Brooklyn Dodgers     | V 27–0             | 1–0                | Griffith Stadium          | 35,450             | Recap              |
| 5                 | 17 ottobre         | at Green Bay Packers | V' 33–7            | 2–0                | Wisconsin State Fair Park | 23,058             | Recap              |
| 6                 | 24 ottobre         | Chicago Cardinals    | V 13–7             | 3–0                | Griffith Stadium          | 35,450             | Recap              |
| 7                 | 31 ottobre         | at Brooklyn Dodgers  | V 48–10            | 4–0                | Ebbets Field              | 11,471             | Recap              |
| 8                 | 7 novembre         | at Steagles          | P 14–14            | 4–0–1              | Shibe Park                | 28,893             | Recap              |
| 9                 | 14 novembre        | Detroit Lions        | V 42–20            | 5–0–1              | Griffith Stadium          | 35,450             | Recap              |
| 10                | 21 novembre        | Chicago Bears        | V 21–7             | 6–0–1              | Griffith Stadium          | 35,671             | Recap              |
| 11                | 28 novembre        | Steagles             | S 14–27            | 6–1–1              | Griffith Stadium          | 35,826             | Recap              |
| 12                | 5 dicembre         | at New York Giants   | S 10–14            | 6–2–1              | Polo Grounds              | 35,826             | Recap              |
| 13                | 12 dicembre        | New York Giants      | S 7–31             | 6–3–1              | Griffith Stadium          | 35,540             | Recap              |

Nota: gli avversari della propria division sono in grassetto.

### Playoff
| Playoff    |             |                    |           |               |          |         |
| Turno      | Data        | Avversario         | Risultato | Stadio        | Pubblico | Sintesi |
| Divisional | 19 dicembre | at New York Giants | V 28–0    | Polo Grounds  | 42,800   | Recap   |
| Finale     | 26 dicembre | at Chicago Bears   | S 21–41   | Wrigley Field | 34,320   | Recap   |

## Classifiche
| NFL Eastern         |   |   |   |      |       |     |     |     |
|                     | V | S | P | %    | DIV   | PF  | PS  | STR |
| Washington Redskins | 6 | 3 | 1 | .667 | 2–3–1 | 229 | 137 | S3  |
| New York Giants     | 6 | 3 | 1 | .667 | 5–1   | 197 | 170 | V4  |
| Phil-Pitt           | 5 | 4 | 1 | .556 | 3–2–1 | 225 | 230 | S1  |
| Brooklyn Dodgers    | 2 | 8 | 0 | .200 | 1–5   | 65  | 234 | S2  |

Note: I pareggi non venivano conteggiati ai fini della classifica fino al 1972.